# الزقازيق (مركز)
مركز الزقازيق، مركز إداري مصري. يقع في محافظة الشرقية الواقعة في جمهورية مصر العربية. القاعدة الإدارية للمركز هي مدينة الزقازيق، وتضم كذلك مدينة القنايات.